# Kovanluk (Kraljevo)
Pour les articles homonymes, voir Kovanluk.
Kovanluk (en serbe cyrillique : Кованлук) est une localité de Serbie située sur le territoire de la ville de Kraljevo, district de Raška. Au recensement de 2011, elle comptait 2 254 habitants.
Kovanluk est officiellement classé parmi les villages de Serbie.

## Démographie

### Évolution historique de la population
| 1948 | 1953 | 1961 | 1971  | 1981  | 1991  | 2002  | 2011  |
| ---- | ---- | ---- | ----- | ----- | ----- | ----- | ----- |
| 221  | 257  | 460  | 1 142 | 1 589 | 1 972 | 2 133 | 2 254 |

|  |